# Empoasca aequatorialis
Empoasca aequatorialis är en insektsart som beskrevs av Pasquino Paoli 1936. Empoasca aequatorialis ingår i släktet Empoasca och familjen dvärgstritar. Inga underarter finns listade i Catalogue of Life.